# О’Брайен, Шон
Шон Кевин О’Брайен (англ. Sean Kevin O'Brien; 14 февраля 1987, Карлоу) — ирландский профессиональный регбист, выступавший на позициях фланкера и восьмого номера. В 2013 году был вызван в состав «Британских и ирландских львов». В составе клуба трижды выигрывал Кубок Хейнекен и два раза Про12. В 2011 году был признан игроком года в Европе.

## Ранние годы
Детство и юность Шон провёл на ферме своих родителей в Таллоу, графство Карлоу. В регби начал играть за юношескую команду одноимённого клуба. После окончания школы поступил в Университетский колледж Дублина по направлению спортивного менеджмента и попал в университетскую регбийную команду, которая выступает в любительском Всеирландском регбийном чемпионате. Там О’Брайена заметили сотрудники «Ленстера», которые обратили внимание на его физическую силу и атакующие навыки, после чего Шон получил приглашение в провинциальную команду. После начала профессиональной клубной и международной карьеры регбист начал учиться по программе Ad Astra Elite Athlete, специально предназначенной для студентов, занимающихся спортом высших достижений.

## Клубная карьера

### Ленстер
Шон О’Брайен дебютировал за клуб выходом на замену 6 сентября 2008 года в матче против «Кардифф Блюз» в рамках Кельтской лиги. В первом сезоне регбист провёл 19 матчей, в которых преимущественно выходил на замену. В своём дебютном сезоне игрок сумел занести три попытки — одну «Ньюпорт Гвент Дрэгонс» и две «Глазго Уорриорз». В том сезоне «Ленстер» стал победителем Кубка Хейнекен, однако в финальном матче с «Лестер Тайгерс» О’Брайен не сыграл, проведя всю встречу на скамейке запасных.
В следующем сезоне регбист стал получать больше игрового времени и стал одной из первых опций в задней линии ирландского клуба. Игрок занёс свою единственную попытку сезона в матче группового этапа Кубка Хейнекен против «Лланелли Скарлетс», в котором был также назван игроком матча. Спустя два месяца О’Брайен был вынужден закончить сезон досрочно — во встрече с теми же «Скарлетс», только на этот раз в рамках Кельтской лиги, игрок получил перелом ноги уже на пятой минуте.
О’Брайен восстановился после травмы только к началу нового сезона, в котором он стал безусловным игроком стартового состава. Этот год также стал очень результативным — регбист занёс 7 попыток в обоих турнирах. Первая попытка была приземлена во групповом матче Кубка Хейнекен против «Расинга», а Шона признали игроком матча. После попытки во встрече с «Сараценс» игрок был назван лучшим игроком повторно, а в ответной встрече против «Расинга» получил это звание и в третий раз. Не меньшей результативностью О’Брайен отличился и в Кельтской лиге, в частности, сделал дубль в выездном матче с «Ольстером». Клуб сумел дойти до финалов обоих турниров, но победу одержал только в еврокубке — над «Нортгемптон Сэйнтс» со счётом 33:22. В финале плей-офф Кельтской лиги «Ленстер» потерпел поражение от «Манстера»; сам регбист принял непосредственное участие в обоих финалах, а по итогам сезона получил звание Лучшего игрока Европы 2011 года по версии EPCR. Позже Шон был назван Лучшим игроком Кельтской лиги сезона 2010—2011 по версии журналистов.
В сезоне 2011—2012 О’Брайен провёл лишь 15 матчей, но сумел отметиться важнейшими попытками. Двумя из них был открыт счёт в рядовых матчах — с «Кардифф Блюз» и «Монпелье Эро». Третья же была занесена в финале Кубка Хейнекен против «Ольстера», а Шон в очередной раз был назван игроком матча.
Летом 2012 года стало известно, что О’Брайену придётся прооперировать бедро из-за полученной травмы и он пропустит начало нового сезона. Игрок вернулся в строй лишь в конце ноября и сразу же провёл полным матч с «Глазго Уорриорз». Клуб не сумел квалифицироваться в плей-офф Кубка Хейнекен и с третьего места в группе попал в Европейский кубок вызова, второй по престижности еврокубок. Шон сыграл в победном финале против «Стад Франсе», но ни в том матче ни в сезоне в целом результативными действиями отметиться не сумел.
Регбист неплохо начал сезон 2013—2014, занеся попытку «Оспрейз» и став игроком матча. В игре с «Ольстером» 28 января Шон получил травму плеча и выбыл до мая 2014 года. В январе игрок подписал новый двухлетний контракт с Ирландским регбийным союзом. В полуфинале Про12 против того же клуба он вышел на поле только на 24 минуты, а в триумфальном финале с «Глазго Уорриорз» провёл лишь на минуту больше. Следующий сезон О’Брайен пропустил практически полностью, заработав рецидив травмы плеча. Регбист сыграл только 8 матчей сезона и сумел отметиться отметиться попыткой в полуфинальном матче Кубка европейских чемпионов против «Тулона», но этого было недостаточно для победы.
В сезоне 2015—2016 О’Брайен провёл всего шесть матчей, все встречи начиная с января 2016 года игрок пропустил из-за новой травмы, на этот раз внутренней поверхности бедра. Зимой 2015 года Шон продлил свой контракт с союзом и клубом ещё на три года. В мае игрок усугубил травму и ему потребовалась операция.
21 декабря 2015 года О’Брайен подписал новый трехлетний контракт с «Лестером».

### Лондон Айриш
В декабре 2019 года после завершения Кубка мира по регби 2019 года О’Брайен присоединился к команде английской премьер-лиги «Лондон Айриш», где бывший главный тренер сборной Ирландии Деклан Кидни и помощник тренера Лес Кисс занимают должности директора по регби и главного тренера соответственно. О’Брайен дебютировал в матче против «Сэйл Шаркс» 6 марта 2020 года.
8 апреля 2022 года Шон О’Брайен заявил, что он закончит свою спортивную карьеру по окончании сезона 2021-22.

## Международная карьера

### Сборная Ирландии

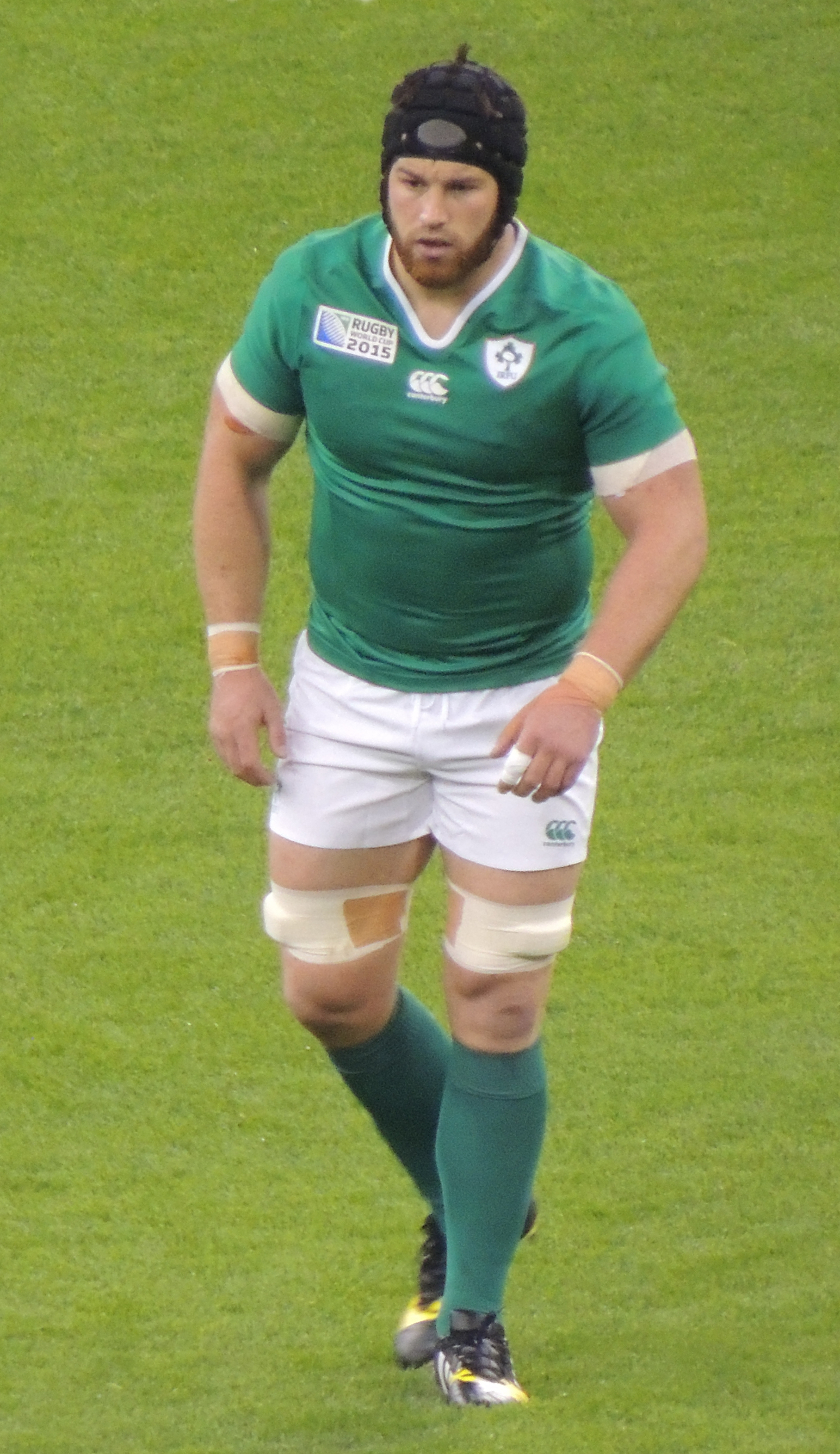
Шон О’Брайен в матче против сборной Канады, 19 сентября 2015 года

Шон О’Брайен дебютировал за сборную Ирландии 21 ноября 2009 года, выйдя вместо травмированного Дениса Лими в матче против сборной Фиджи, который закончился разгромной победой 41:6. Регбист сумел прочно закрепиться в составе сборной только на Кубке шести наций 2011, в котором провёл все матчи целиком, а в первом c Италией был признан игроком матча. По результатам турнира был номинирован на звание лучшего игрока, но уступил итальянцам Андреа Мази и Фабио Семенцато. Позже в том же году регбист был вызван в состав сборной на чемпионат мира. В тестовых матчах перед турниром Шон О’Брайен открыл счёт своим попыткам за «зелёных» в матче с Францией. На чемпионате мира Шон во всех матчах выходил в стартовом составе, занёс попытку сборной России и был признан игроком матча с Италией. В матче с Россией он чуть не получил травму, когда его ударил головой Валерий Цнобиладзе (за удар он получил дисквалификацию на три недели).
В 2012 году у игрока начались проблемы с травмами. Он был одним из немногих в составе «зелёных», кто выступил на должном уровне в матчах против «Олл Блэкс», но практически сразу выбыл на несколько месяцев. Последним турниром сборной, в котором игрок провёл на поле все матчи, стал Кубок шести наций 2013. Турнир 2014 года регбист пропустил целиком, а в 2015 сыграл четыре матча, при этом в противостоянии со сборной Шотландии стал игроком матча, сумев сделать дубль, что обеспечило «зелёным» победу в Кубке.
В тестовых матчах перед чемпионатом мира 2015 О’Брайен впервые стал капитаном сборной. На самом турнире регбист сумел занести в игре со сборной Канады первую попытку «зелёных» в состязании. На первой минуте последнего группового матча против Франции регбист Шон ударил игрока соперников Паскаля Папе, однако судья этот эпизод не заметил. О’Брайена признали игроком матча, а после дисквалифицировали и он пропустил четвертьфинал против сборной Аргентины.

### Британские и ирландские львы
В 2013 году Шон О’Брайен получил приглашение в состав «Британских и ирландских львов» в турне по Австралии. Всего регбист сыграл 6 матчей, в том числе два тестовых против сборной Австралии. Он отметился двумя попытками — комбинированной сборной Квинсленда и Нового Южного Уэльса и «Мельбурн Ребелс».

## Достижения

### Командные достижения
Кубок шести наций
- Победитель: 2015.

Кубок Хейнекен
- Победитель (3): 2008/09, 2010/11, 2011/12.

Европейский кубок вызова
- Победитель: 2013

Кельтская лига/Про12
- Победитель (2): 2012/13, 2013/14.
- Финалист (3): 2009/10, 2010/11, 2011/12, 2015/16

### Индивидуальные достижения
- Лучший игрок Европы 2011 года по версии EPCR[16];
- Лучший игрок Кельтской лиги сезона 2010—2011 по версии журналистов[17].

## Стиль игры
Шон О’Брайен хорошо известен своей способностью прорывать защитные порядки соперника и проносить мяч так далеко, как только это возможно. Кроме того, в его арсенале есть взрывная скорость и умение сбросить мяч партнёру, уже находясь в захвате (так называемый offload). Именно благодаря этим качествам регбист получил своё прозвище Танк из Таллоу (англ. The Tullow Tank). Журналисты также отмечают оборонительные навыки игрока, в частности, работу в раках и перехваты мяча после ошибок соперников.

## Вне регби
После переезда в город Шон не потерял интерес к фермерству, он регулярно возвращается на ферму своей семьи в Таллоу. Кроме того, в 2015 году регбист стал лицом кампании Champions For Change, цель которой — обратить внимание фермеров Ирландии на сопутствующие сельскому хозяйству угрозы жизни и здоровью и тем самым стимулировать их предпринимать во время работы все меры предосторожности. В 2014 году вместе с партнёрами по сборной Джейми Хислипом и братьями Кирни О’Брайен купил дублинский паб Bellamy’s, который после переоснащения получил название The Bridge 1859.